# Velli Kasumov
Velli Kasumov (en azerí: Vəli Qasımov) (Kirovabad, RSS de Azerbaiyán, Unión Soviética, 4 de octubre de 1968) es un ruso exfutbolista y entrenador de Azerbaiyán que militó en otros equipos en el Real Betis Balompié, Albacete Balompié y Écija Balompié.
Kasumov jugó como delantero en el FK Kapaz Gäncä, Metalist Járkov, Neftchi, FC Spartak Moscú, FC Dynamo Moscú, Real Betis Balompié, Albacete Balompié, Ecija, Vitória FC, y el Imortal. En 1992 se convierte en el máximo anotador de la Liga Premier de Rusia con 16 goles.
Velli Kasumov ganó 14 partidos con la Selección de fútbol de Azerbaiyán entre 1994 y 1998. Vivía en Sevilla y participaba con el Real Betis en la Liga Nacional de Fútbol Indoor, fue entrenador del Gelves CD. En el año 2008 se marchó a su país para ser secretario técnico del Neftchi Baku PFK del que en 2016 pasó a ser técnico.